# 細川村 (愛知県八名郡)
細川村（ほそかわむら）は、かつて愛知県八名郡にあった村。現在の新城市細川の全域に相当する。

## 沿革
- 1889年（明治22年）10月1日 - 町村制施行に伴い八名郡大野村が発足。
- 1890年（明治23年）10月20日 - 大野村の大字細川を分離し、村制施行して細川村が成立[1]。
- 1906年（明治39年）7月1日 - 八名郡高岡村、名号村、名越村、能登瀬村、井代村、睦平村と合併し、七郷村となり消滅[1]。